# Stadio olimpico Nilton Santos
Lo stadio Nílton Santos (in portoghese estádio Nílton Santos, chiamato anche Engenhão) è uno stadio di Rio de Janeiro, in Brasile. Lo stadio è la casa del Botafogo. Qui si svolgono le partite della Coppa Libertadores, Campionato brasiliano di calcio, Coppa del Brasile e altri campionati.
Lo stadio ha ospitato le gare di atletica delle Olimpiadi estive del 2016. E per la seconda volta, nei giochi olimpici, dopo Melbourne nel 1956, le gare di atletica si disputano in uno stadio diverso da quello dove si svolgono le cerimonie di apertura e chiusura dei giochi olimpici estivi, ovvero Estádio Jornalista Mário Filho. La capacità dello stadio è stata portata a 60 000 per i Giochi.
Il 10 settembre 2008 il Brasile ha giocato per la prima volta nello stadio per la partita valida per le qualificazioni ai Mondiali 2010 contro la Bolivia finita in pareggio (0-0).
Lo stadio è di proprietà della città di Rio de Janeiro, ma è stato affittato al Botafogo almeno fino al 2027.
Il costo di costruzione dello stadio avrebbe dovuto essere di 30 milioni di dollari statunitensi (o 60 milioni di reais brasiliani).
Lo stadio ha ospitato alcune partite di calcio dei XV Giochi Panamericani, ospitati a Río de Janeiro, in Brasile, nel 2007: dodici partite della prima fase degli uomini e i tornei di calcio femminile.

## La chiusura temporanea
Il 26 marzo 2013 l'impianto sportivo è stato chiuso per motivi di sicurezza. A seguito di un controllo, infatti, è stato rilevato come la copertura dello stadio possa crollare se sottoposto a venti a 63 km/h.
In seguito a lavori di ristrutturazione, lo stadio ha riaperto nel 2016.